# Battaglia di Ba'rin
Nella battaglia di Baʿrīn del 1137, un contingente di Crociati guidato da re Folco di Gerusalemme fu sbaragliato da Zengi, l'atabeg di Mawṣil e Aleppo.
Questa sconfitta comportò per i crociati la perdita definitiva del castello di Baʿrīn chiamato Mons Ferrandus o Montferrand dai crociati.

## Scenario
I crociati si trovarono di fronte un pericoloso avversario quando Zengi divenne governante di Mawṣil nel 1127 e di Aleppo nel 1128;
negli anni successivi Zengi accrebbe il suo potere a scapito degli stati musulmani vicini, ma l'emirato musulmano di Damasco resistette con successo ai suoi sforzi per conquistarlo alleandosi occasionalmente con il Regno latino di Gerusalemme.

## La battaglia
Nei primi mesi del 1137 Zengi attaccò il castello di Baʿrīn, circa 16 km. a nord ovest di Homs.
Quando il re Folco intervenne con le sue forze per soccorrere gli assediati, il suo esercito fu sconfitto e messo in rotta dalle forze di Zengi.
Nulla si sa circa la battaglia: il cronachista cristiano Guglielmo di Tiro "non ha dato informazioni sulle tattiche e nemmeno gli storici arabi".
Folco e alcuni dei sopravvissuti si rifugiarono nel castello di Baʿrīn, che Zengi strinse nuovamente d'assedio;
quando finì il cibo gli assediati mangiarono i loro cavalli e poi furono costretti a chiedere un salvacondotto per tornare a casa.
Nel frattempo, un gran numero di pellegrini cristiani si era mobilitato con l'esercito dell'imperatore bizantino Giovanni II Comneno, Raimondo d'Antiochia e Joscelin II di Edessa.
Con questo grande esercito che si avvicinava, Zengi improvvisamente concesse a Folco e agli altri assediati di lasciare liberamente il castello in cambio di 50 000 dinari;
gli ifranj, ignari dell'imminente arrivo dei soccorsi, accettarono l'offerta.

## Conseguenze
Baʿrīn non fu mai più recuperato dagli ifranj.
Nell'aprile 1137 Giovanni Comneno assediò Shayzar ma i suoi sforzi furono vanificati dall'intervento di Zengi, nel mese di maggio.